# 松澤健
松澤 健（まつざわ けん、1982年3月29日 - ）は、日本のエンジニア、音楽家。
神奈川県平塚市出身。横浜国立大学工学部電子情報工学科卒業、同大学院工学府物理情報工学専攻電気電子ネットワークコース修了。父は英語教育評論家の松澤喜好。

## 来歴
4歳の時に父親が買ったキーボードに夢中になったことがきっかけで音楽に興味を持つ。高校生の時にはイエロー・マジック・オーケストラの影響でシンセサイザーに興味を持ち、電子楽器開発の道を志す。
2000年頃にインターネット上で東日本旅客鉄道（JR東日本）の駅で使用されている発車メロディの実録ファイルを公開しているサイトを見つけ、発車メロディに興味を持つ。
2007年1月からYouTubeへの動画投稿を始め、JR東日本の発車メロディをピアノで演奏した『JR東日本 駅発車メロディメドレー』を同年2月に投稿すると、一週間で再生回数10万回を超えるものとなる。その後、2008年3月に楽譜がないので自分で作ったという楽譜集『鉄のバイエル 鉄道発車メロディ楽譜集 JR東日本編』（ダイアモンド社）を出版。「耳コピーの人」「スタインウェイの人」としてテレビ番組、ラジオ番組にも多数出演する。
大学院修了後はヤマハに入社し、音源開発に携わる。
一昔前のゲーム音楽にも造詣があり、山手線の駅の発車メロディをファミリーコンピュータのゲーム音楽風にアレンジした「ファミオン駅メロ」を携帯電話向けの着うたとしてスイッチが運営する「鉄道モバイル」で配信しているほか、ハドソンのゲーム音楽を担当していた国本剛章と意気投合し、バンド「タケちゃん健ちゃん」を結成している。また、ファミコン実機をMIDIでリアルタイム制御して音を出すパフォーマンスを展開する「NES BAND」のリーダーを務める（マツケん名義）など、ライブ活動も精力的に行なっている。
さらに、作曲家としてスイッチ制作の実際の発車メロディの作曲にも携わっており、これまでに東京地下鉄（東京メトロ）向けに2曲（丸ノ内線西新宿駅2番線の「ピアノマン」、日比谷線広尾駅2番線の「希望の地へ」）を提供している。

## 主な出演番組

### テレビ
- うぇぶたまww（テレビ東京系）
- 未来観測 つながるテレビ@ヒューマン（NHK総合）
- カイブツ（日本テレビ系）
- やぐちひとり（テレビ朝日系）
- おもいッきりイイ!!テレビ（日本テレビ系）
- 笑っていいとも!増刊号（フジテレビ系）
- 行列のできる法律相談所（日本テレビ系）
- ありえへん∞世界（テレビ東京系）
- HEY!HEY!HEY!（フジテレビ系）
- オビラジR（TBS系）
- ロンブーの怪傑!トリックスター（テレビ東京系）
- ゲームセンターCX（フジテレビ系 CS放送）
- タモリ倶楽部（テレビ朝日系）
- マツコの知らない世界（2017年5月23日、TBS系）

### ラジオ
- 小倉智昭のラジオサーキット（ニッポン放送）
- くず哲也のオトナの情報マガジン ザ・チャレンジ（ラジオ日本）
- タペストリー（TOKYO FM）
- MORNING STEPS（FMヨコハマ）
- 山田辰美の土曜はごきげん（静岡放送）
- tre-sen（FMヨコハマ、2011年10月13日）

## 著書
- 鉄のバイエル 鉄道発車メロディ楽譜集 JR東日本編 ダイヤモンド社、2008.3